# Rock ’n’ Roll Animal
Rock n Roll Animal (Original-Schreibweise ohne Apostrophen) ist ein Livealbum von Lou Reed, das im Jahre 1974 veröffentlicht wurde.

## Hintergrund
Das Originalalbum enthält fünf Lieder, von denen vier aus Reeds Zeit mit Velvet Underground stammten. Sie wurden neu arrangiert und im Hard-Rock-Stil neu interpretiert.
Als Musiker lud Reed mit den Gitarristen Dick Wagner und Steve Hunter zwei zukünftige Mitglieder der zweiten Alice-Cooper-Band ein.
Das Album wurde live am 21. Dezember 1973 in der Howard Stein’s Academy of Music in New York City aufgenommen und 1974 von RCA veröffentlicht. Eine remasterte Version mit zwei Bonustracks wurde als CD im Jahre 2000 herausgegeben. Weitere Aufnahmen des Konzerts wurden 1975 unter dem Titel Lou Reed Live herausgegeben. Dabei sind die Kanäle der Gitarristen gegenüber Rock n Roll Animal vertauscht.

## Rezeption
Das Album wurde von der Kritik nach dem kommerziellen Misserfolg seines Vorgängeralbums Berlin überwiegend positiv bewertet. So vergab der Rolling Stone Album Guide fünf von fünf Sternen. Mark Deming vergab bei Allmusic vier von fünf möglichen Sternen und schrieb:

“Recorded in concert with Reed’s crack road band at the peak of their form, Rock n Roll Animal offered a set of his most anthemic songs (most dating from his days with the Velvet Underground) in arrangements that presented his lean, effective melodies and street-level lyrics in their most user-friendly form (or at least as user friendly as an album with a song called “Heroin” can get).”

„Aufgenommen während eines Konzerts mit Reeds Roadband auf dem Höhepunkt ihrer Form, bot Rock n Roll Animal eine Reihe seiner hymnischen Songs (die meisten aus seiner Zeit mit Velvet Underground) in Arrangements, die seine schlanken, effektiven Melodien und Drogentexte in ihrer benutzerfreundlichsten Form präsentierten (oder zumindest so benutzerfreundlich wie ein Album mit einem Song namens „Heroin“ werden kann).“

In der deutschen Sounds freute sich der Rezensent, Reed sei nach den allzu ambitionierten Arrangements der Vorgängeralben („Anzüge …, die ihm immer ein paar Nummern zu groß waren“) „endlich wieder der alte, tierische degenerierte Velvet-Underground-Sänger […], in der Tat ein Rock ’n’ Roll Animal, unberechenbar und wild“.

## Titelliste

### Original-Version
Alle Songs wurden von Lou Reed geschrieben, soweit nicht anders vermerkt.
1. Intro / Sweet Jane (Steve Hunter, Reed) – 7:55
2. Heroin – 13:05
3. White Light / White Heat – 5:15
4. Lady Day – 4:00
5. Rock ’n’ Roll – 10:17

### Remastered Version
1. Intro / Sweet Jane (Hunter, Reed) – 7:48
2. Heroin – 13:12
3. How Do You Think It Feels – 3:41
4. Caroline Says I – 4:06
5. White Light / White Heat – 4:55
6. Lady Day – 4:05
7. Rock ’n’ Roll – 10:21

## Kommerzieller Erfolg

### Chartplatzierungen
| ChartsChartplatzierungen       | Höchstplatzierung | Wochen |
| ------------------------------ | ----------------- | ------ |
| Vereinigte Staaten (Billboard) | 45 (28 Wo.)       | 28     |
| Vereinigtes Königreich (OCC)   | 26 (1 Wo.)        | 1      |

### Auszeichnungen für Musikverkäufe
| Land/Region               | Auszeichnungen für Musikverkäufe (Land/Region, Auszeichnung, Verkäufe) | Verkäufe |
| ------------------------- | ---------------------------------------------------------------------- | -------- |
| Frankreich (SNEP)         | Gold                                                                   | 100.000  |
| Vereinigte Staaten (RIAA) | Gold                                                                   | 500.000  |
| Insgesamt                 | 2× Gold ·                                                              | 600.000  |